# Aelius Marcianus (Jurist)
Aelius Marcianus (kurz Marcian; fl. → 2./3. Jahrhundert) war ein römischer Jurist aus der spätklassischen Zeit der Severer. Der ziemlich sicher aus einer griechischsprachigen Provinz des Römischen Reiches (wahrscheinlich Kleinasien) stammende Schüler Ulpians, über dessen Person nichts weiter sonst bekannt ist, ist der Verfasser viel beachteter Kommentare, Monografien, Appellationen und Merksätze. Thematisch widmete er sich ausführlich dem Fiskal- und Hypothekenrecht. 
Die Nähe zur griechischen Dichtung beflügelten seine Sprache, die als didaktisch konzinn und elegant wahrgenommen wurde und wird. Noch in der nachklassischen Zeit genoss er daher einen guten Ruf und Justinian ließ ihn in seinem zentralen Kompilationswerk, den Digesten, überdurchschnittlich oft zu Wort kommen.

## Schriftliches Wirken
Marcian schrieb in der Zeit um 220. Er zählt – nach den vier bedeutenden Zitierjuristen Paulus, Ulpian, Papinian und Gaius – zu den am weitesten verbreiteten Juristen seiner Zeit, auch vor Modestin. Gutachterliche Tätigkeiten aus der Respondierpraxis sind für Marcian nicht nachweisbar, weshalb auch ausgeschlossen wird, dass er hohe politische Ämter ausübte.  Bekannt ist Marcian für seine sorgfältigen Zitationen kaiserlicher Reskripte (Kaiserkonstitutionen), aufbereitet diese regelmäßig durch Papinian. Dabei bevorzugte er diejenigen der Samtherrschaft von Septimius Severus und Caracalla.
Es wird davon ausgegangen, dass Marcians Familie das Bürgerrecht in der Zeit Hadrians verliehen bekommen hatte und er sein späteres Wirken in der Provinz darauf ausrichtete, denjenigen, die mit der Constitutio Antoniniana nach 212 von der großen Bürgerrechtsreform Caracallas profitierten, die neue Rechtslage beizubringen und zu erläutern. 
Thematisch setzte sich Marcian in seinem – unter Elagabal, wahrscheinlicher aber unter Severus Alexander entstandenen – Hauptwerk Institutionum libri XVI (das umfangreichste seiner Art) überwiegend mit dem Verhältnis zwischen dem bürgerlichen Zivilrecht und dem amtlichen Honorarrecht auseinander, einem Thema, bei dem er große Übereinstimmungen mit Papinian aufwies, denn beide begriffen das Amtsrecht als „lebendige Stimme des Zivilrechts“ (viva vox iuris civilis). Funktional sollte das ius honorarium das ius civile unterstützen, ergänzen und verbessern, denn beide versuchten den anwachsenden rechtlichen Herausforderungen, die an das imperiale Rom gestellt waren, Herr zu werden, was ihnen aufgrund der fehlenden Flexibilität der zivilrechtlichen Rechtsebene allein, nicht mehr möglich erschien. Im Zusammenhang mit dem Amtsrecht, beschäftigte sich Marcian mit einer Vielzahl von dogmatischen Fragen. 
Besondere Aufmerksamkeit widmete er der actio Serviana – einer aus der republikanischen Zeit hergebrachten Pfandrechtsklage –, die er im Konzept einer Monografie auf klassische Fragestellungen zur Nutzung für das Hypothekenrecht (formula hypothecaria) untersuchte. Dabei entstand das Werk Ad formulam hypothecariam liber singularis. Zu Papians Schrift De adulteriis verfasste Marcian notae, die anders als die von Ulpian und Paulus, die scharfe Zensur Konstantins wohl deshalb überlebten, weil der Kaiser sie für sehr nachrangig hielt.
Die stoffliche Spannbreite Marcians war recht groß; so schrieb er in Institutionum libri XVI ausführlich, wenngleich dem Zivilrecht an Umfang untergeordnet, auch über das öffentliche Strafrecht, und zu (strafrechtlichen) Berufungsverfahren (appellationes). 
In seiner Eigenschaft als Rechtslehrer produzierte er Anfängerliteratur für den Studienbedarf (libri regularum). Auch führte Marcian eine definierte Sachkategorie ein, die er als res communes omnium sogleich dem Privatrechtsverkehr entzog. Res communes omnium, Allen gemeinsam zustehende Sachen, dienten seiner Auffassung nach unverbrüchlich dem Gemeingebrauch und damit dem Gemeinwohl, weshalb ein Einzelner keine Rechte daran sollte begründen dürfen. Gedanklich einbezogen waren Lebenselixiere wie Luft, fließendes Wasser, das Meer und seine Küsten. Es wird vermutet, dass er den Gedanken, der schon in Zeiten der Republik virulent war, der Einflussnahme stoischer Philosophie auf das römische Recht (in publico usu) entlehnt hatte. Die Stringenz seines Gedankens offenbart sich darin, dass Marcian trennscharf gegenüber res universitatis (in hoheitlichem Eigentum stehende Sachen), res nullius (herrenlose Sachen) und res singulorum (Sachen im Privateigentum) abgrenzte, was Justinian wiederum veranlasste, das Konzept ansatzweise und leicht modifiziert in den Digesten zu übernehmen.

## Werke
Œuvre:
- De appellationibus libri II
- De delatoribus liber singularis
- Digesta (?) (Digesten 23,5,17.)
- Ad formulam hypothecariam liber singularis
- Institutionum libri XVI
- De iudiciis publicis libri II
- Notae ad Papinianum de aduleriis libros
- Regularum libri V
- Ad senatus consultum Turpillianum liber singularis